# جورج بلومنتال
جورج بلومنتال (بالإنجليزية: George Blumenthal)‏ هو مصرفي أمريكي، ولد في 7 أبريل 1858 في فرانكفورت في ألمانيا، وتوفي في 26 يونيو 1941 في نيويورك في الولايات المتحدة.